# 有名人販売株式会社
「有名人販売株式会社」（ゆうめいじんはんばいかぶしきがいしゃ）は、藤子・F・不二雄（発表時は藤子不二雄名義）による日本の読切漫画作品。1984年、『月刊スーパーアクション』（双葉社）に掲載された。

## あらすじ
主人公の鷲塚与太三郎（わしづかよたさぶろう）は人気アイドル、亜伊ドールのファン。ある日、主人公の家に亜伊ドールのクローンが（間違って）配達された。与太三郎はその子に恋をしてしまう。しかしその亜伊ドールのクローンは、有名人販売株式会社からのものであり……。

## 登場人物
鷲塚与太三郎
浪人生。亜伊ドールのクローンが間違って配達された。珍しい名前であるのを気にしている。
亜伊ドールのクローン
刷り込み効果により、彼女の入っていた箱を開封した与太三郎を好きになる。
有名人販売会社
有名人のクローンを密造、販売している会社。

## 収録単行本
いずれも藤子・F・不二雄のSF短編を収録した単行本。
- 『異色短編集』1 小学館〈小学館文庫〉
- 『藤子・F・不二雄SF短編PERFECT版』第8集 小学館